# Lac de Chambly
Ne doit pas être confondu avec Bassin de Chambly.
Le lac de Chambly, petit lac de 35 ha, est situé dans le département du Jura, dans la Région des lacs du Jura français, à 501 m d'altitude, dans la vallée du Hérisson, en aval du lac du Val.

## Géographie
Il est situé sur la commune de Doucier et s'étire le long de la D 326 qui conduit aux cascades du Hérisson (c'est une propriété privée). Ses dimensions approximatives sont : longueur 1,1 km, largeur : 350 m, profondeur moyenne : 10 m.
Comme le lac du Val avec lequel il forme un ensemble, le lac de Chambly est un lac glaciaire à l'aspect sauvage, bordé de roseaux et de zones marécageuses, constitué par les dépôts argileux imperméables appelés varves qui ont permis la retenue des eaux dans la cuvette.
La reculée aux falaises abruptes et boisées est essentiellement occupée par les lacs, mais on trouve sur sa rive orientale le petit hameau de Chambly, aujourd'hui orienté vers le tourisme (gîtes ruraux) : on y pratique par exemple l'escalade ou la randonnée pédestre ou encore la spéléologie.
Le lac de Chambly et son site se découvrent depuis un belvédère sur la D 39, au-dessus de Doucier, et aussi depuis le belvédère de la Dame Blanche, sur la D 67, à proximité de Saugeot, à l'ouest.
En 2016, la Fédération de chasse du Jura acquiert le lac, qui appartenait à une famille suisse, grâce à une rétrocession de la SAFER (Société d'aménagement foncier et d'établissement rural), afin de restaurer la zone humide et de l'ouvrir au public.

## Sources et liens
- « Le géoblog de quaternaire », sur Le géoblog de quaternaire (consulté le 12 août 2020)
- Office de tourisme du Pays des Lacs
- « Les lacs du Val et de Chambly », sur magnijura.free.fr (consulté le 12 avril 2023)
- http://plan-de-commune.fr/carte-plan-Doucier.htm (satellite)